# Data.bnf.fr
data.bnf.fr é um banco de dados semánticos que tem dados sobre as obras, os autores e os temas do catálogo da Biblioteca Nacional da França.
Este serviço inscreve-se na paisagem dos dados abertos conectados e oferece um acesso aos dados, seja por negociação de conteúdo, com uma envolvente em versão HTML para os leitores humanos e das versões em pacotes de dados baixo vários formatos (RDF/XML, RDF/nt, RDF/n3) para os programas informáticos, seja efectuando dos encargos sobre o jogo de dados utilizando a linguagem SPARQL. Tem sido posto on-line em julho 2011.